# Shitang Shuiku
Shitang Shuiku (kinesiska: 石塘水库) är en reservoar i Kina. Den ligger i provinsen Fujian, i den sydöstra delen av landet, omkring 96 kilometer söder om provinshuvudstaden Fuzhou. Shitang Shuiku ligger 36 meter över havet.
Genomsnittlig årsnederbörd är 1 650 millimeter. Den regnigaste månaden är augusti, med i genomsnitt 282 mm nederbörd, och den torraste är oktober, med 33 mm nederbörd.